# Restio saxatilis
Restio saxatilis är en gräsväxtart som först beskrevs av Esterh., och fick sitt nu gällande namn av Hans Peter Linder och C.R.Hardy. Restio saxatilis ingår i släktet Restio och familjen Restionaceae. Inga underarter finns listade i Catalogue of Life.